# Ellen Einan
Ellen Einan, née le 15 juin 1931 et morte le 25 mars 2013, est une poétesse et illustratrice norvégienne.

## Biographie
Née à Svolvær dans les Îles Lofoten, Ellen Einan fait ses débuts en 1982 avec le recueil de poèmes Den gode engsøster. Elle a alors 51 ans. La majorité du temps, elle illustre elle-même ses ouvrages et tourne autour de métaphores religieuses[pas clair]. Son dernier recueil, intitulé Innenfor og utenfor er ett est publié en 1999.
En 1999, elle lance le magazine suédois Lyrikvännen.

## Prix
- 2002 : Prix Aschehoug[5]
- 2010 : Prix Havmann pour Noen venter på bud [6]
- 2012 : Prix Dobloug[1]